# Koinothrix pequenops
Koinothrix pequenops är en spindelart som beskrevs av Rudy Jocqué 1981. Koinothrix pequenops ingår i släktet Koinothrix och familjen täckvävarspindlar. Inga underarter finns listade i Catalogue of Life.